# Cerny-en-Laonnois
Cerny-en-Laonnois és un municipi francès situat al departament de l'Aisne i a la regió dels Alts de França. L'any 2007 tenia 72 habitants.

## Demografia

### Població
El 2007 la població de fet de Cerny-en-Laonnois era de 72 persones. Hi havia 23 famílies de les quals 5 eren unipersonals (5 dones vivint soles i 5 dones vivint soles), 9 parelles sense fills i 9 parelles amb fills.
La població ha evolucionat segons el següent gràfic:
Habitants censats

### Habitatges
El 2007 hi havia 29 habitatges, 26 eren l'habitatge principal de la família, 1 era una segona residència i 2 estaven desocupats. 27 eren cases i 2 eren apartaments. Dels 26 habitatges principals, 21 estaven ocupats pels seus propietaris, 4 estaven llogats i ocupats pels llogaters i 1 estava cedit a títol gratuït; 1 tenia dues cambres, 4 en tenien tres, 5 en tenien quatre i 17 en tenien cinc o més. 17 habitatges disposaven pel capbaix d'una plaça de pàrquing. A 8 habitatges hi havia un automòbil i a 14 n'hi havia dos o més.

### Piràmide de població
La piràmide de població per edats i sexe el 2009 era:
| Homes | Edats   | Dones |
| ----- | ------- | ----- |
| 0     | 95 o +  | 0     |
| 0     | 90 a 94 | 0     |
| 0     | 85 a 89 | 0     |
| 0     | 80 a 84 | 0     |
| 0     | 75 a 79 | 0     |
| 0     | 70 a 74 | 0     |
| 4     | 65 a 69 | 4     |
| 0     | 60 a 64 | 0     |
| 0     | 55 a 59 | 0     |
| 0     | 50 a 54 | 0     |
| 0     | 45 a 49 | 0     |
| 0     | 40 a 44 | 0     |
| 8     | 35 a 39 | 8     |
| 4     | 30 a 34 | 0     |
| 8     | 25 a 29 | 0     |
| 0     | 20 a 24 | 4     |
| 0     | 15 a 19 | 0     |
| 4     | 10 a 14 | 0     |
| 12    | 5 a 9   | 4     |
| 0     | 0 a 4   | 0     |

## Economia
El 2007 la població en edat de treballar era de 43 persones, 31 eren actives i 12 eren inactives. De les 31 persones actives 26 estaven ocupades (17 homes i 9 dones) i 5 estaven aturades (1 home i 4 dones). De les 12 persones inactives 1 estava jubilada, 4 estaven estudiant i 7 estaven classificades com a «altres inactius».
Activitats econòmiques
L'únic establiment que hi havia el 2007 era d'una empresa classificada com a «altres activitats de serveis».

## Poblacions més properes
El següent diagrama mostra les poblacions més properes.